# Meryl (chanteuse)
Pour les articles homonymes, voir Meryl (prénom).
Meryl, née Cindy Elismar le 24 septembre 1995 au Lamentin en Martinique, est une autrice-compositrice-interprète, rappeuse, productrice et éditrice française, qui chante en français et en créole martiniquais.

## Biographie

### Jeunesse
Meryl est née au Lamentin en Martinique de parents martiniquais originaires du Saint-Esprit, où elle grandit. Dès son plus jeune âge, elle est bercée par les musiques qu'écoute son père (kompa haïtien, salsa, reggae, dancehall, bouyon). Elle commence à se passionner pour la musique vers l'âge de 3 ans quand elle se donne en concert chez elle sur du Michael Jackson et du Whitney Houston, mais également à des mélodies d'artistes locaux et internationaux. Son père lui apprend à identifier les instruments qu'elle entend.

### Carrière

#### Débuts
Le parcours musical de Meryl débute en 2013 lorsque son cousin Specta, rappeur martiniquais, la découvre grâce à une démo sur une chanson de Rihanna présentée par son autre cousine et la prend sous son aile. Grâce à lui, elle apprend à structurer des chansons, à être efficace dans ses lyrics et son flow. Ensemble, ils feront deux collaborations, ADN et Agression textuelle.  
Meryl a été fortement inspirée par la musique de la chanteuse martiniquaise Maurane Voyer. En plus de l’influence musicale, la présence scénique de la chanteuse -et notamment le fait qu'elle se produit sur scène accompagnée de ses musiciens- a inspiré la rappeuse.  
En 2015, elle est repérée par Mr. Nin Music, un producteur de Montpellier qui décide de la produire, ce qui donnera naissance à des sons comme I Luv Dat sur l'instru de Rihanna "BBHMM", Tounin sur l'instru de Chris Brown "Ayo", Dans mon bled puis le son An Chanjé sorti en 2016 qui devient son premier gros tube underground. Durant cette période, elle apprend l'existence des topliners et ghostwriters. C'est ainsi qu'elle commence son travail de ghostwriter et propose ses services aux labels nationaux pendant le contact. 
Son contrat avec Mr. Nin Music terminé, elle contacte Elaps et intègre la structure de topliners/producteurs ETMG composée entre autres de son directeur Chris, de Pyroman, Junior Alaprod, Shabz, Joe Raffa, ou encore Stork. Grâce à son travail de ghostwriter et de toplineuse, elle a collaboré avec plusieurs artistes. En témoigne sa participation dans les albums de SCH (Le Code), Soprano (Ninja) Shay(Liquide) et Niska(Du lundi au lundi).

#### Révélation au grand public (2019–)
En 2019, elle sort Béni qui va la propulser sur le devant de la scène où elle décrit la difficulté du monde qui l'entoure. S'enchaînent par la suite des tubes comme Ah lala, Wollan, Désolé et La Brume en featuring avec Le Motif, le frère de la rappeuse Shay. Fin 2019, elle signe sur le label AllPoints France.

#### Jour Avant CaviaretQuarantaine(2020–2021)
Le 7 février 2020, elle sort le single TCQDOF pour annoncer l'arrivée de sa première mixtape Jour Avant Caviar qui sortira le 21 février 2020. Cette mixtape inclut ses hits précédents et comporte de nouveaux sons Comme à la maison, Billets, Coucou, Inanimée, Johnny et 15 AM. Pour fêter le jour de la sortie de sa mixtape, elle dévoile le clip de Coucou. 
Le 10 avril 2020, elle apparaît sur l'album Tout à Gagner du rappeur martiniquais Tiitof pour leur featuring sur le son Pas longtemps. 
Le 22 juillet 2020, elle sort le clip de Billets. 
Le 1er octobre 2020, elle est présente sur une collaboration avec la rappeuse Le Juiice pour le featuring O Nono.
Le 18 décembre 2020, elle collabore avec Jahyanai sur le son Numero Uno aux sonorités drill. 
Pour les fêtes de fin d'année 2020, elle livre comme cadeau de Noël son EP Quarantaine en attendant son premier album Jour Avant Caviar 2. À ce jour-là, elle sort le son Papa Noël. De cet EP sont tirés aussi JFokpa et Telemula, apparus lors du premier confinement début 2020.

#### BB Compte, collaborations puis pause musicale (2021–2023)
En février 2021, elle sort le morceau BB Compte avec le groupe Akiyo dans lequel elle évoque les abus financiers de l'État. Ensuite, elle est invitée par le rappeur Hatik en collaboration sur le son Maman qui pleure avec Tiitof. En mai 2021, elle collabore avec Todiefor sur le morceau Fuck les cops sur une prod électronique. Ensuite, elle est invitée par Rachelle Allison sur Ma petite dans lequel les deux chanteuses dénoncent la pédophilie dans les foyers familiaux avant son absence de la musique.

#### Retour musical etOzoror(2023–2024)
Finalement elle semble revenir sur le devant de la scène grâce à un extrait d'un single en featuring avec le chanteur réunionnais Pix'L. En novembre 2022, elle signe sa structure d’édition Maison Caviar en co-édition avec Universal Music Publishing. Son retour se concrétise en février 2023 avec la sortie du single Jack Sparrow.
Ensuite, elle annonce la sortie de son nouvel EP Ozoror le 14 avril 2023. De cet EP sont extraits les singles Jack Sparrow mais surtout Coca-Cola Mentos.
Le 10 novembre 2023, au moment de la sortie de la seconde partie de l’album Années Sauvages du rappeur Georgio, le public a pu découvrir un featuring entre les deux artistes, Ola.

#### Caviar I(2024–)
En janvier 2024, Meryl sort une collaboration avec le rappeur Josman sur un single Ton ami. En mars 2024, elle dévoile le morceau Dernière Escale. En mai 2024, elle sort Mauvaise élève. 
Le 14 juin 2024, elle sort son premier album studio Caviar I. Le jour de la sortie de son album, elle sort le clip Dembow Martinica avec les artistes Lamasa, Jozii, Noelia, Shannon et Yozo sur une instru dembow produite par DJ Tutuss dont le clip est réalisé par Birdy.

## Discographie

### Singles
- 2015 - I Luv Dat
- 2015 - Tounin
- 2015 - Dans mon bled
- 2016 - An chanjé
- 2017 - My baby
- 2018 - Band Sot
- 2019 - Béni
- 2019 - Ah lala
- 2019 - Wollan
- 2019 - Désolé
- 2019 - La Brume (feat. Le Motif)
- 2020 - TCQDOF
- 2020 - Coucou
- 2020 - Billets
- 2021 - BB Compte
- 2023 - Jack Sparrow
- 2023 - Ghost
- 2023 - Coca-Cola Mentos
- 2023 - Yozo (feat. Natoxie & Yozo)
- 2023 - Aymeric (feat. John Crepy)
- 2024 - Ton ami (feat. Josman)
- 2024 - Dernière Escale
- 2024 - Mauvaise Élève
- 2024 - Dembow Martinica (feat. Lamasa, Jozii, Noelia, Shannon, Yozo & DJ Tutuss)
- 2024 - Jetski (feat. DJ Tutuss)
- 2024 - Mo La (feat. Venssy)
- 2024 - WDMD (feat. MHD)
- 2024 - Zoukamine Freestyle
- 2024 - La Boue (feat. Lestef)
- 2025 - À genoux (feat. Kalipsxau)

### Collaborations
- 2013 - Specta feat. Meryl - ADN
- 2013 - Specta feat. Meryl - Agression textuelle
- 2015 - Specta feat. Meryl - NNTP
- 2016 - NDX feat. Debrouya, Raizen & Meryl - Oh oh (Remix)
- 2017 - Mali feat. Meryl - LachatteàMarine
- 2018 - Timal feat. Meryl - Cartel
- 2019 - Paille feat. Meryl - San'w
- 2020 - Tiitof feat. Meryl - Pas longtemps
- 2020 - Le Juiice feat. Meryl - O Nono
- 2020 - Jahyanai feat. Meryl - Numero Uno
- 2021 - Hatik feat. Meryl & Tiitof - Maman qui pleure
- 2021 - Todiefor feat. Meryl - Fuck les cops
- 2021 - Rachelle Allison feat. Meryl - Ma Petite
- 2022 - Pix'L feat. Meryl - Mouv
- 2022 - T-Kimp Gee feat. Meryl - Enfant terrible
- 2023 - Maurane Voyer feat. Meryl - SAKITEFO
- 2023 - Kima feat. Meryl - Lové
- 2023 - Georgio feat. Meryl - Ola
- 2024 - DJ Tutuss feat. Meryl - Badmind
- 2024 - Simsima feat. Meryl - Ici c'est cho

## Distinctions
| Année | Cérémonie               | Prix             | Résultat   | Réf.   |
| ----- | ----------------------- | ---------------- | ---------- | ------ |
| 2024  | Victoires de la musique | Révélation scène | Nomination | [ 27 ] |

## Culture populaire et arts | Littérature
Les paroles du titre Jack Sparrow sont citées dans «Mawa », le recueil de nouvelles de l'auteure française Tamara Argentin paru en juillet 2024. Dans la sixième et dernière nouvelle intitulée « An fanmi fanm nwè ek an ti bolonm épi ziyé klè » (créole martiniquais qui signifie "une famille de femmes noires et un petit garçon aux yeux clairs"), les paroles de cette ode à la Martinique résonnent dans l'esprit de l'héroïne prénommée Mawa. Les lecteurs suivent ainsi ses réflexions concernant le rapport qu'elle entretient avec son île d'origine, la Martinique, et son désir de revenir s'y installer. 
An pé ké kité-w pou pèsonn
Je n'ai pas quitté la Martinique. Ma mère l'avait fait pour moi, en ne m'y mettant pas au monde et en choisissant d'en vivre loin, et même de ne pas y reposer en paix. Je n'y ai jamais passé plus de deux mois. Une relation on et off et un ghosting pendant quinze ans en somme. 

(extrait de « Mawa », page 96)